# 一ノ宮村 (石川県羽咋郡)
一ノ宮村（いちのみやむら）は、石川県羽咋郡に存在した村。
村の名称は、能登国一宮である気多大社に因む。

## 地理
- 現在の羽咋市の西部。北側は眉丈台地。西方は日本海の海岸に面し、漁港でもある滝港がある。
- 当時の主な生産品は、米、麦、サツマイモ、大根、繭、瓦、醤油など。水産業も営まれていた。
- 岬 - 滝崎

## 歴史
- 古代 - 「家田荘」が当地に存在した。
- 1889年（明治22年）4月1日 - 町村制の施行により、羽咋郡一ノ宮村、一ノ宮寺家村及び滝村を廃し、その区域をもって羽咋郡一ノ宮村を設置する。
- 1925年（大正14年）3月3日 - 能登鉄道（後の北陸鉄道能登線）の羽咋駅 - 能登高浜駅間が開業、一ノ宮村内に能登一ノ宮駅開業。
- 1926年（大正15年）8月1日 - 一ノ宮村内に能登鉄道の滝駅開業。
- 1954年（昭和29年）11月3日 - 羽咋郡羽咋町、千里浜村、粟ノ保村、富永村、一ノ宮村、越路野村及び上甘田村を廃し、その区域及び下甘田村字上中山の区域をもって羽咋郡羽咋町を設置する。一ノ宮村の3大字は羽咋町の大字に継承。
- 1958年（昭和33年）7月1日 - 羽咋郡羽咋町を羽咋市とする。
  - 一ノ宮寺家の名称を寺家町に変更する。
  - 一ノ宮の名称を一ノ宮町に変更する。
  - 滝の名称を滝町に変更する。

## 交通
- 北陸鉄道能登線
  - 能登一ノ宮駅 - 滝駅
- 外浦街道（現在の国道249号）

## 教育
- 一ノ宮村立一ノ宮小学校
（※1989年4月、上甘田小学校と統合し羽咋市立西北台小学校となる。）